# Mariefred
Mariefred – miejscowość (tätort) w Szwecji, położona w regionie administracyjnym (län) Södermanland (gmina Strängnäs), nad jeziorem Melar, ok. 60 km na zachód od Sztokholmu. 
W l. 1605-1970 Mariefred posiadało status miasta. W 1971 r., w wyniku reformy administracyjnej, miasto Mariefred (Mariefreds stad) weszło w skład nowo utworzonej gminy Strängnäs (Strängnäs kommun). Tym samym posiadanie przez miasto praw miejskich straciło administracyjne znaczenie.
Nazwa wywodzi się od katolickiego klasztoru Pax Mariae. W pobliżu miasta znajduje się zamek Gripsholm, a na miejscowym cmentarzu pochowany jest niemiecki pisarz i dziennikarz, Kurt Tucholsky.
W 2010 r. Mariefred liczyło 3726 mieszkańców.